# Grüner Portugieser
Grüner Portugieser ist eine Weißweinsorte. Sie ist wahrscheinlich als Mutation der Sorte Grauer Portugieser entstanden. Sie war früher im österreichischen Weinbaugebiet Weinviertel verbreitet, wo aus ihr einfache Tafelweine hergestellt wurden.

## Synonyme
Die Sorte Grüner Portugieser ist auch unter den Namen Beli Vranik, Fehér Oporto, Grüngelber Portugieser, Hrustez Oporto Fehér, Portugais blanc, Portugalske bile, Portugieser weiß und Weißer Portugieser bekannt.
Die Tafeltraube Weiße Geißdutte ist ebenfalls unter dem Synonym Weißer Portugieser bekannt. Beide Sorten sind jedoch nicht miteinander verwandt.

## Ampelographische Sortenmerkmale
In der Ampelographie wird der Habitus folgendermaßen beschrieben:
- Die Triebspitze ist offen. Sie ist nur spinnwebig behaart. Die grünen Jungblätter mit bronzierten Stellen sind glänzend
- Die großen mittelgrünen Blätter sind dreilappig bis fünflappig. Die Stielbucht ist U-förmig offen. Das Blatt ist spitz gesägt. Die Zähne sind im Vergleich der Rebsorten eng bis mittelweit gesetzt. Die Blattoberfläche (auch Spreite genannt) ist glatt oder nur leicht blasig.
- Die walzenförmige Traube ist mittelgroß bis groß und dichtbeerig. Die rundlichen Beeren sind klein bis mittelgroß und von weißlich-grüner Farbe.

Die früh austreibende Rebsorte reift ca. 6 Tage nach dem Gutedel und gilt somit innerhalb der weißen Rebsorten als früh reifend, so dass sie auch in verhältnismäßig kühlen Lagen ausreifen kann.